# Holy Family Shrine

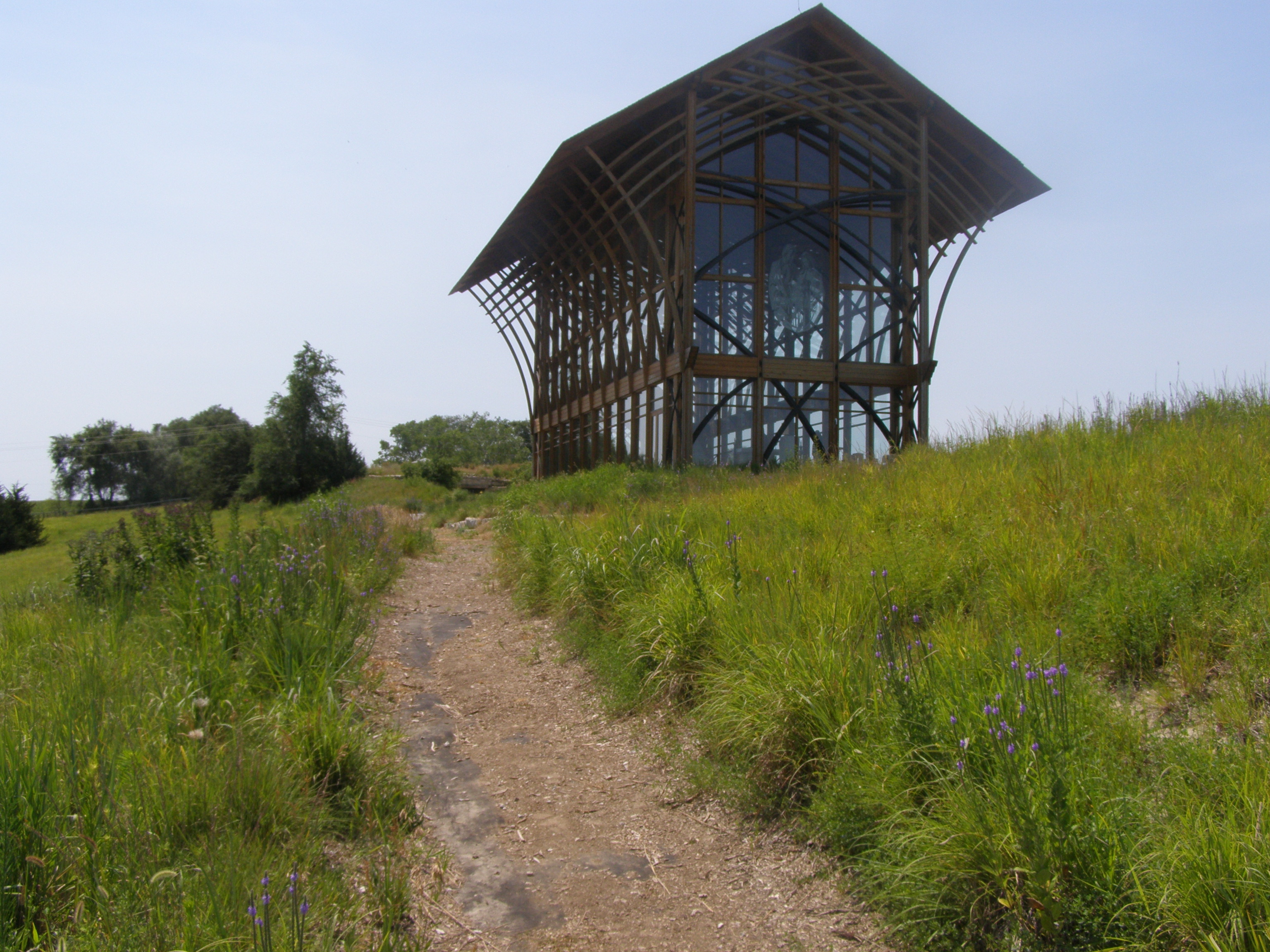
Holy Family Shrine

Der Holy Family Shrine (zu deutsch: Schrein der Heiligen Familie) ist eine römisch-katholische Kapelle in unmittelbarer Nähe der Interstate 80 bei Gretna im US-Bundesstaat Nebraska.

## Geschichte

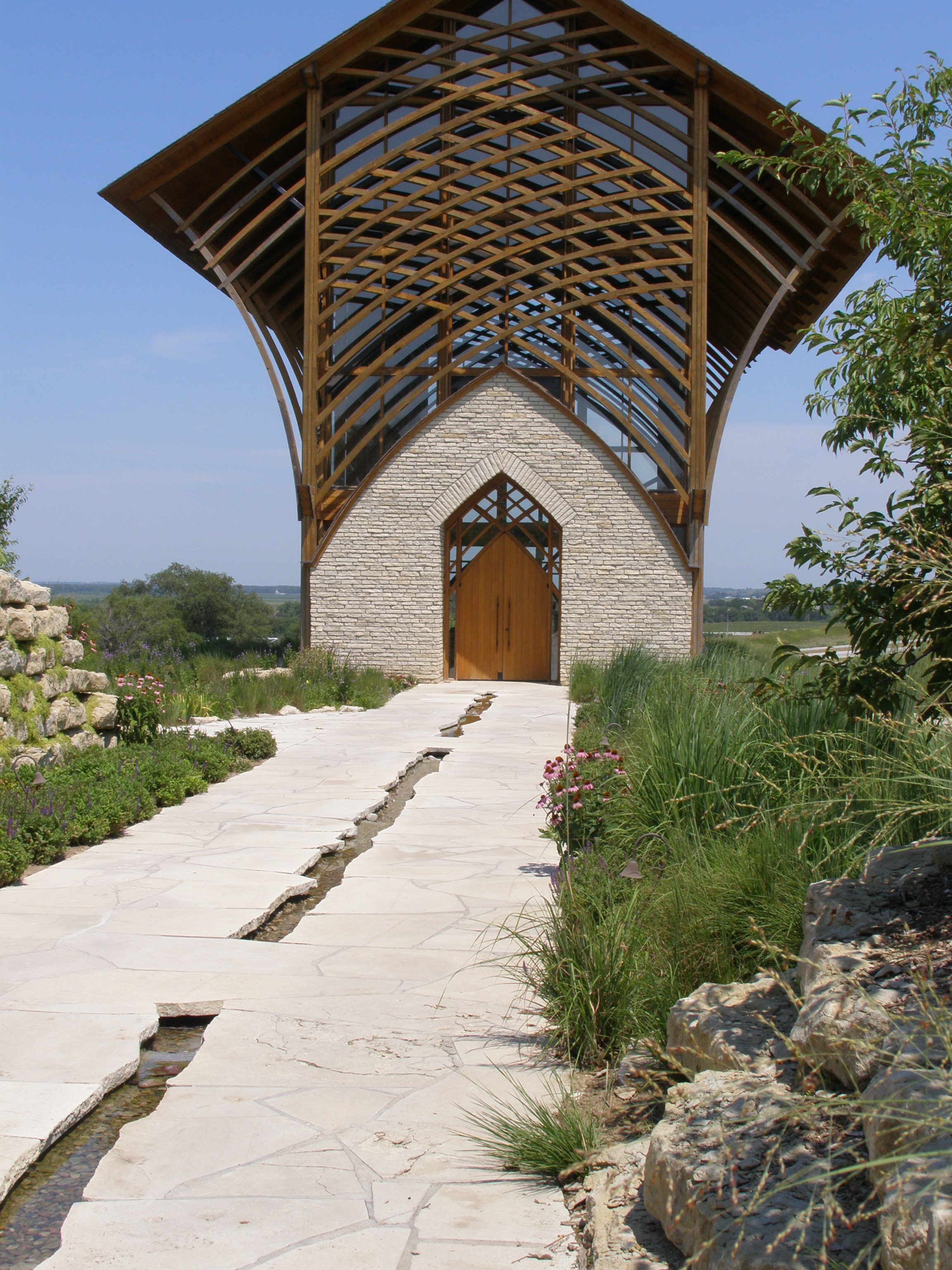
Eingangsbereich

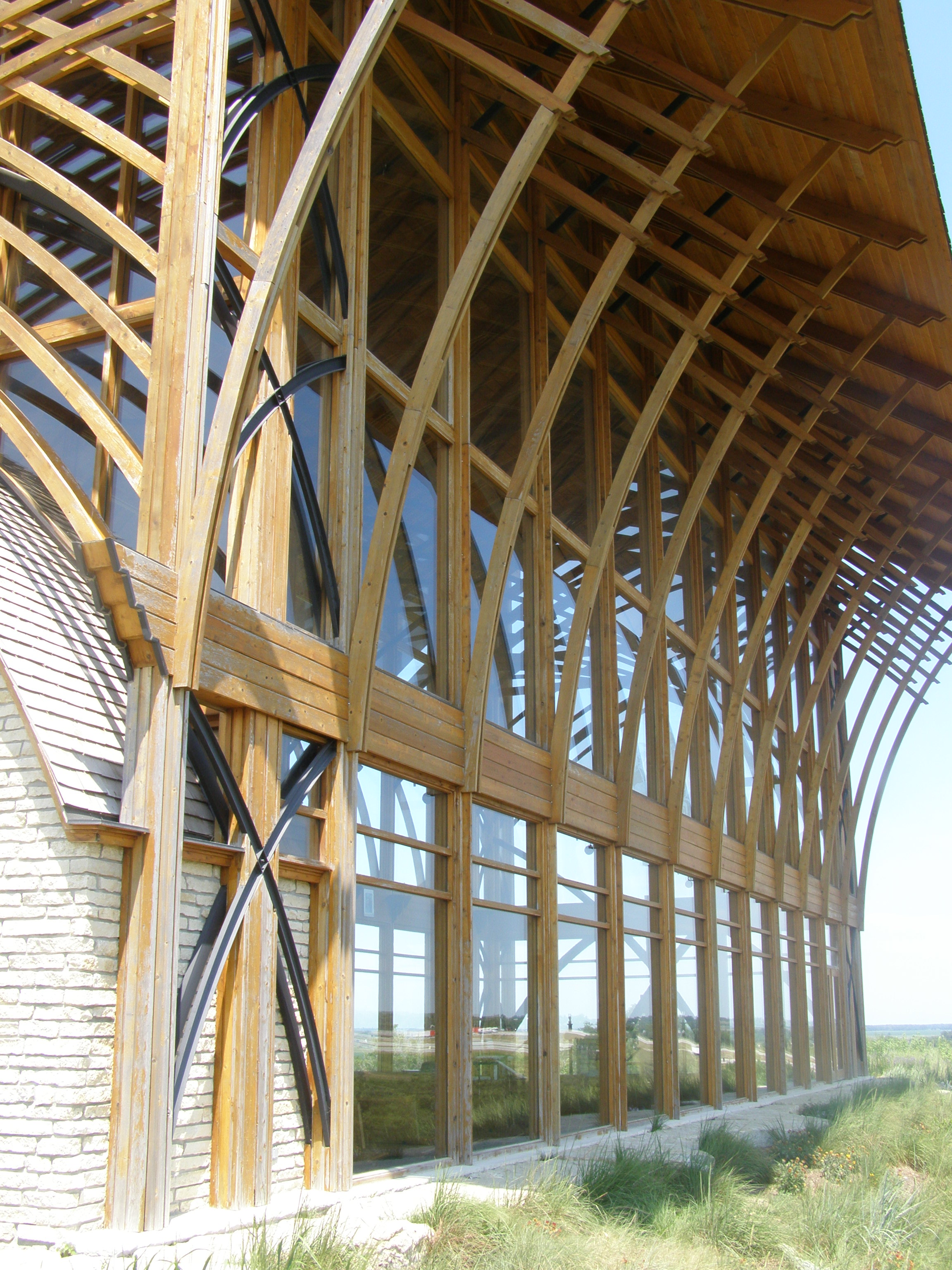
Längsseite

Der Entwurf des Gebäudes stammt von Jim Dennell des Architekturbüros BCDM Architects und wurde zwischen 1997 und 2002 umgesetzt. Ein starker Sturm führte während der Bauarbeiten zu schweren Zerstörungen, weshalb die bereits fortgeschrittenen Bauarbeiten neu beginnen mussten und sich die Bauzeit verlängerte.
Im Umfeld der Kapelle wird ein Pfad mit verschiedenen Stationen gestaltet, der an den Leidensweg Jesu Christi erinnern soll. Die erste Station wurde 2013 eingeweiht.
Die Kapelle wird jährlich von etwa 20.000 Menschen besucht.

## Architektur
Der Saalbau gliedert sich in einen unteren Bereich, hierzu zählen der Fußboden und Teile des Mauerwerks aus Kalkstein, die darüber liegende gläserne Fassade, die nur von dünnen Holzsäulen durchbrochen wird, und die auffällige Holzdachkonstruktion im oberen Bereich. Die Holzkonstruktion besteht aus beinahe fünfzig Fuß (15 m) hohen Bogenbindern, die sich verflechten. Die Bogenbinder aus Holz von Riesen-Lebensbäumen sollen an verwobene Getreideähren erinnern und damit Jesus als Brot des Lebens symbolisieren. Die großflächige Glasfassade ermöglicht einen freien Blick auf die umliegende Landschaft. Über dem Altar ist in der Fensterfront eine Darstellung der Heiligen Familie eingraviert. Zur Kapelle gehört auch ein unterirdisches Besucherzentrum, das an die Kapelle und die Landschaft angepasst wurde. Vom Besucherzentrum verläuft ein gerader Pfad, der durch einen kleinen Wasserlauf in zwei Hälften geteilt wird, zum Haupteingang der freistehenden Kapelle. Der Wasserlauf teilt sich hinter der Eingangstür aus Holz, bevor die Wasserströme vor dem Altarbereich am Nordende der Kapelle wieder zusammenfließen. Der Altarbereich kann über eine kleine Brücke aus Kalksteinen erreicht werden, die über den Wasserlauf führt.
Die Architektur des Kapelle ähnelt stark der Thorncrown Chapel von E. Fay Jones.